# Chiesa di Santa Maria Forisportam
La chiesa di Santa Maria Forisportam o chiesa di Santa Maria Bianca è una chiesa di Lucca che si trova in piazza Santa Maria Forisportam.

## Storia e descrizione
A tre navate con transetto e abside, venne conclusa entro il XII secolo. Il primo ordine è articolato in loggiati ciechi retti da semicolonne in facciata e nell'abside, da lesene nei fianchi e nei transetti, di evidente imitazione pisana. Una loggetta architravata completa l'abside. In facciata si aprono tre portali sui cui architravi compaiono motivi decorativi di gusto classico. Il secondo ordine della facciata, articolato in una doppia serie di loggette, è probabilmente opera di una maestranza di cultura guidettesca. L'interno mostra ancora i colonnati medievali con capitelli, ma consistenti furono le modifiche cui fu sottoposto nel corso dei secoli, soprattutto nel Cinquecento, quando vi furono collocate nuove opere, fra le quali due del Guercino, una Santa Lucia e un'Assunta.

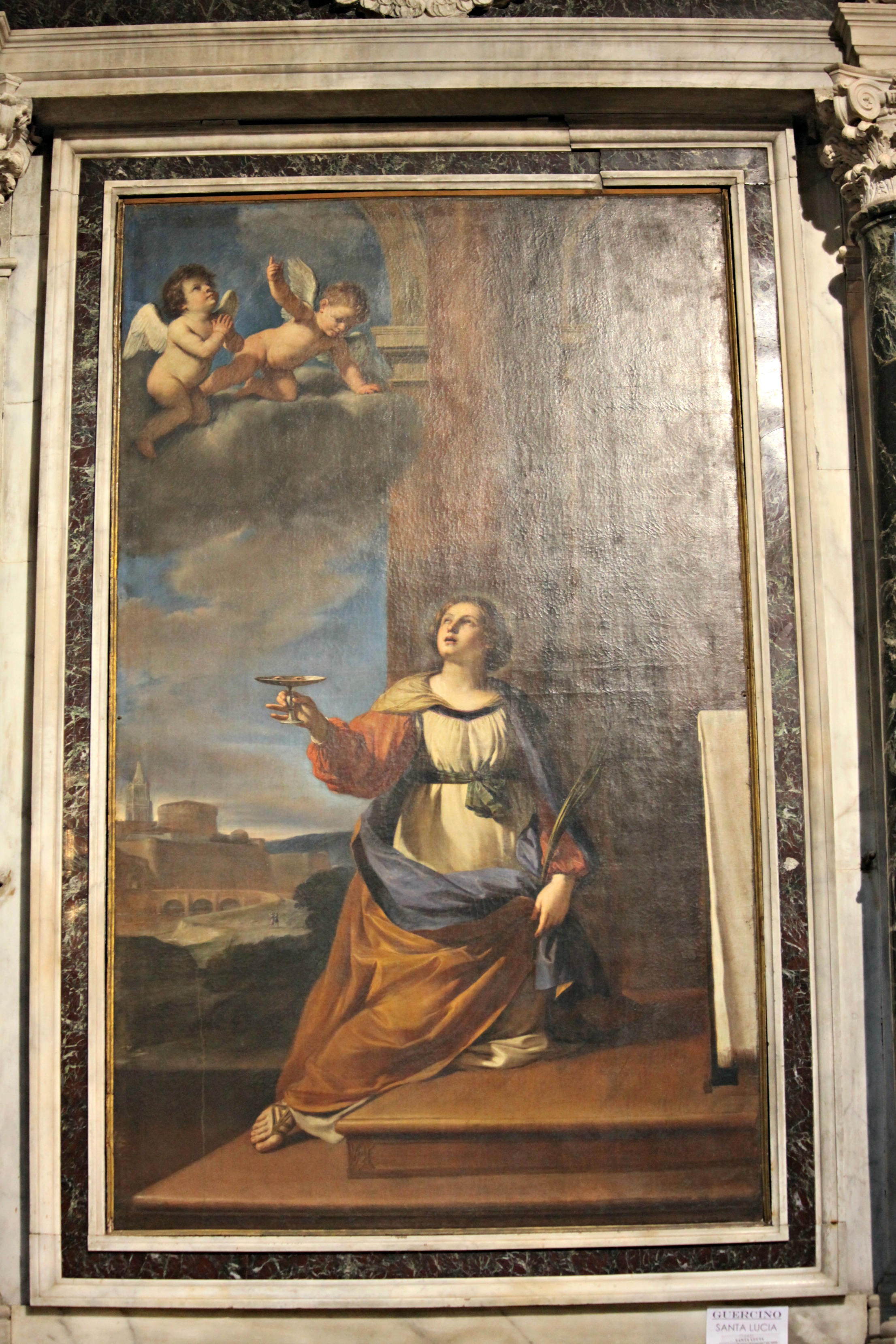
Santa Lucia del Guercino,1642
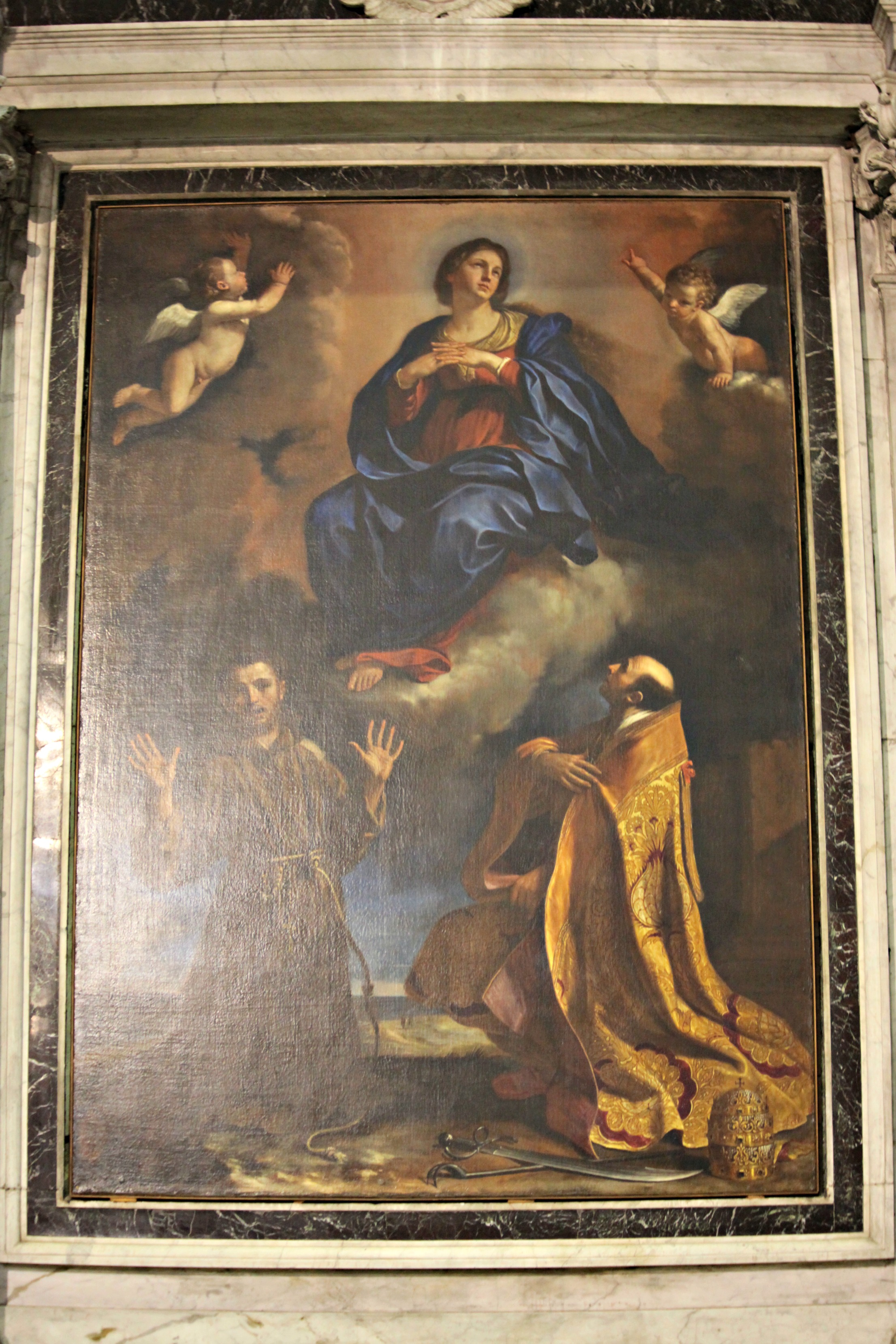
Assunta tra i santi Francesco e Alessandro del Guercino
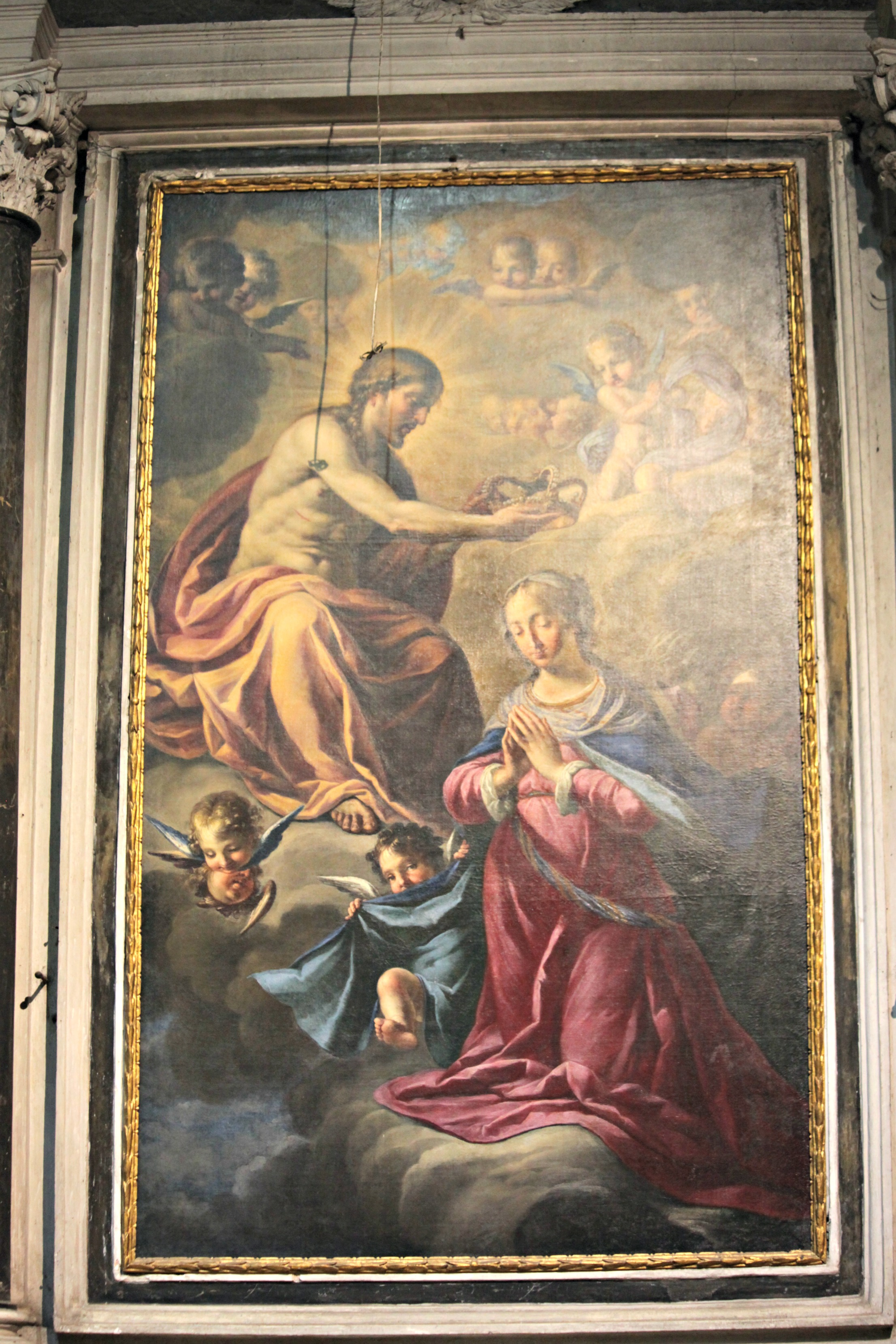
Incoronazione della Vergine di Girolamo Scaglia, 1659
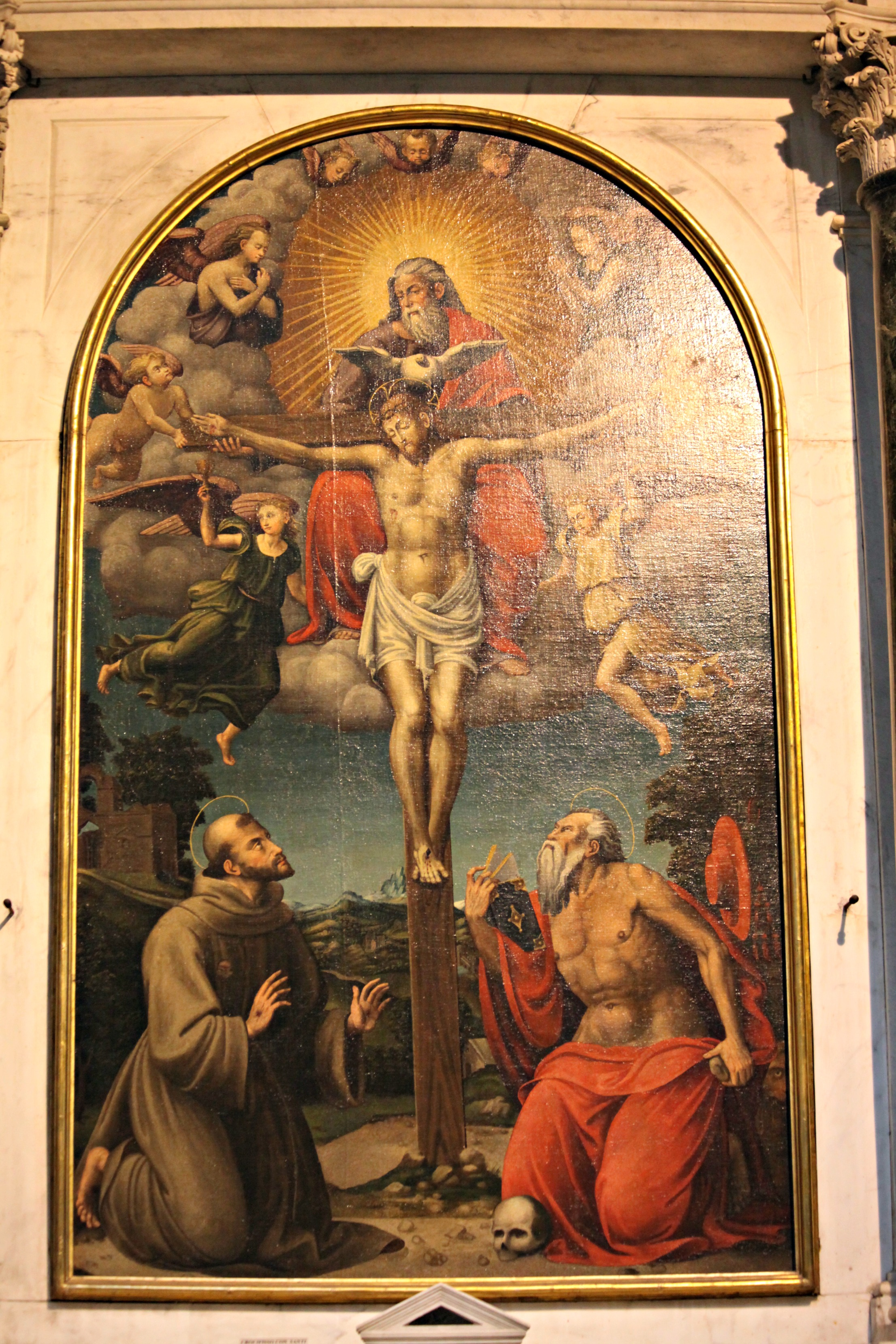
La Trinità con i santi Francesco e Girolamo di Alessandro Ardenti

Il nome di Chiesa di Santa Maria Forisportam è legato al fatto che rispetto alla cerchia muraria più antica, ovvero quella di epoca romana, questa chiesa risiedeva all'esterno della città, da cui foris portam (fuori porta).
All'interno della chiesa si trova una meridiana a "camera oscura". In alto, sulla parete orientale, vi è il foro d'illuminazione mentre la linea oraria è tracciata sul pavimento. Quando il fascio di luce incontra la linea oraria significa che il Sole ha raggiunto l'altezza massima, indicando così il mezzogiorno vero del luogo (7'55" indietro rispetto all'ora solare di Roma).

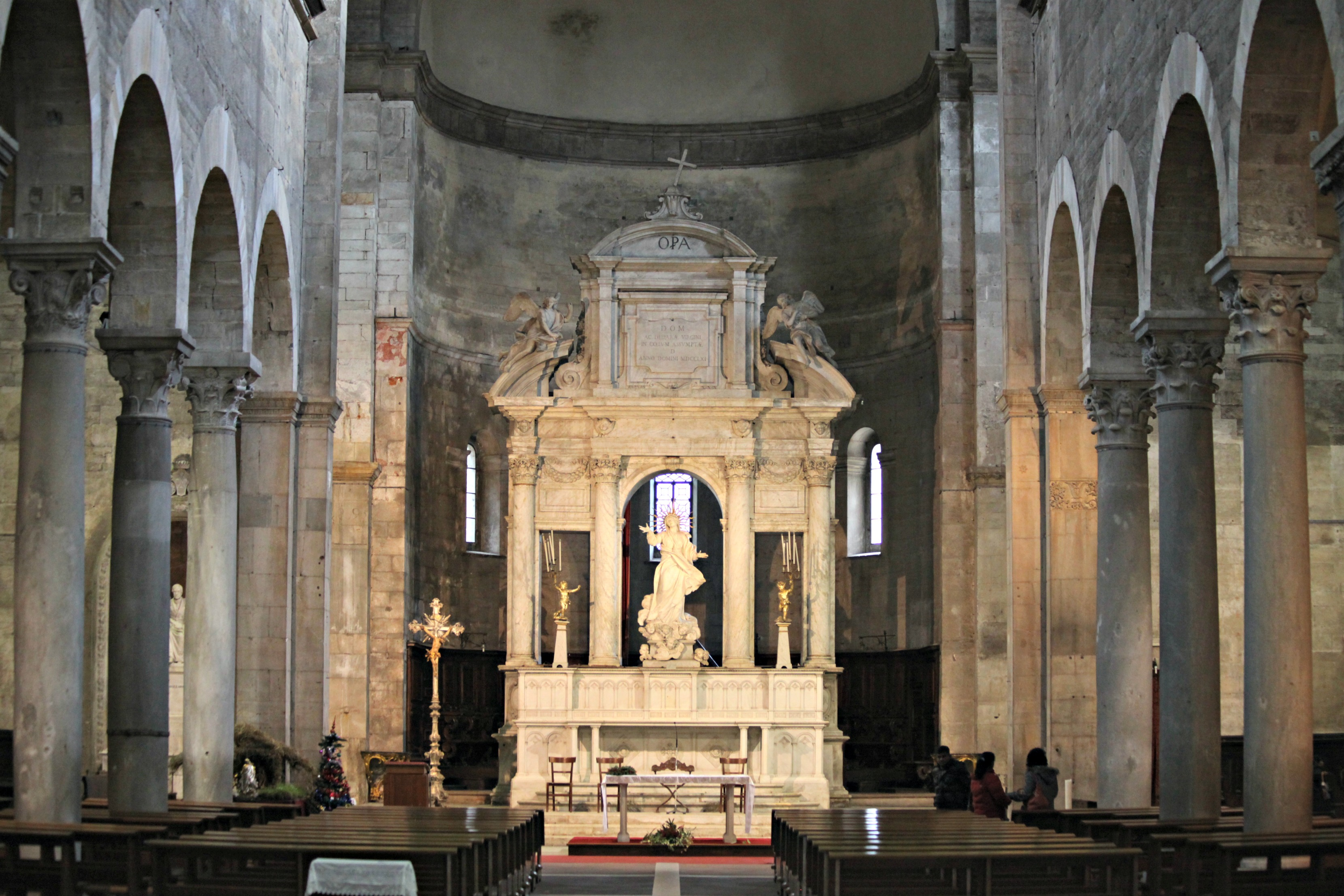
Interno chiesa di Santa Maria Forisportam
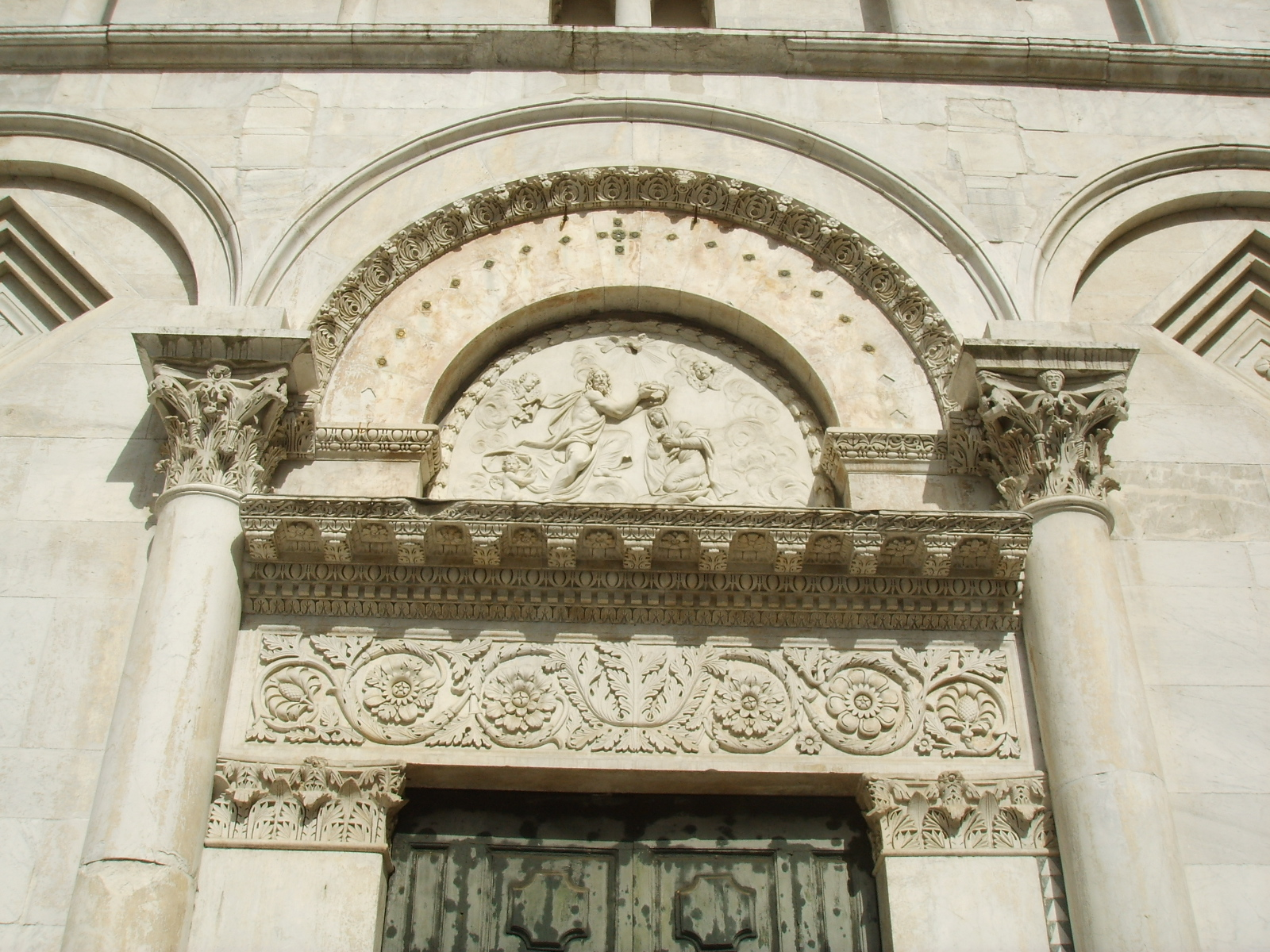
Portale centrale
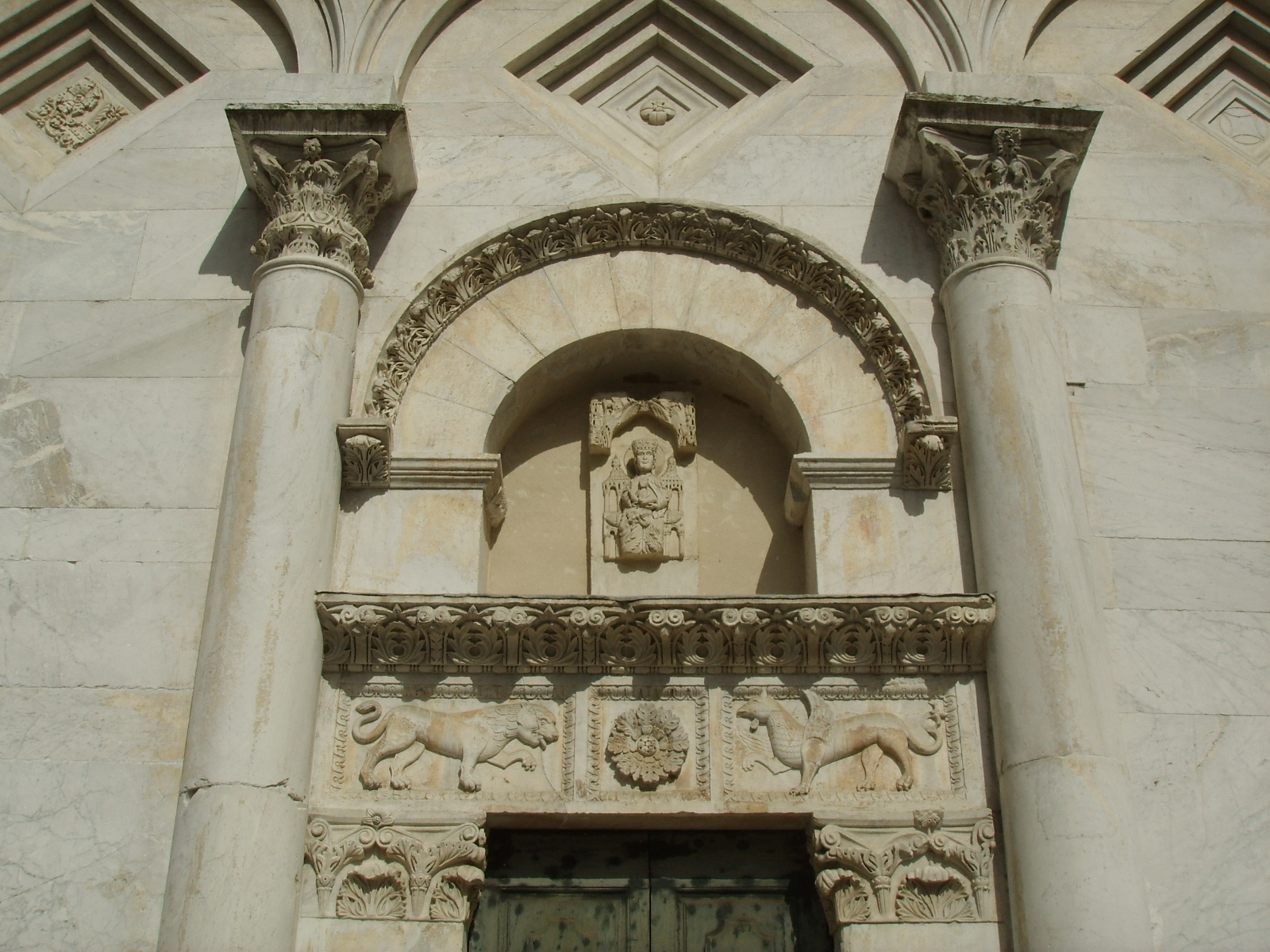
Portale sinistro
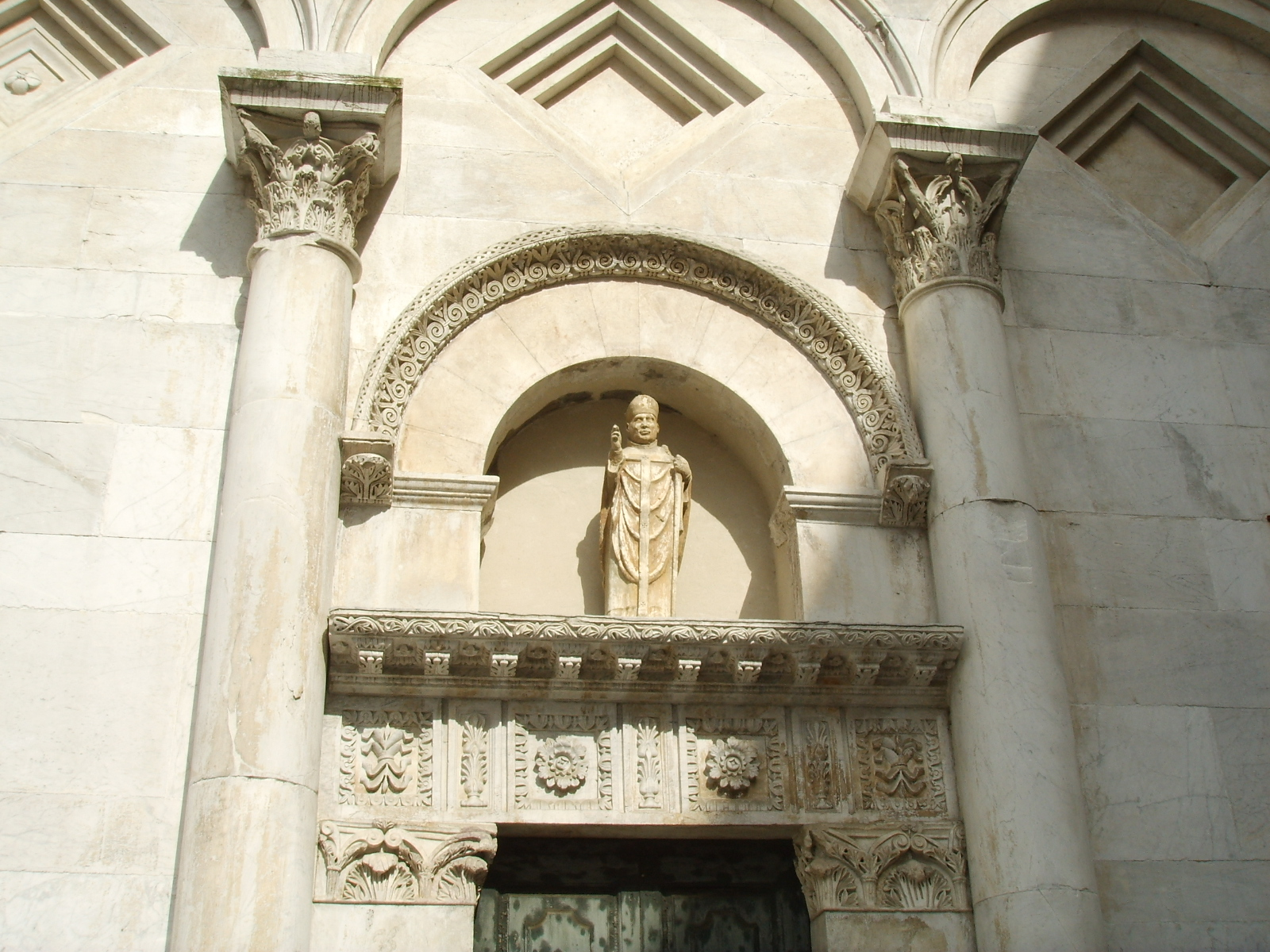
Portale destro